# David Rubenstein
David Mark Rubenstein (nascido em 11 de agosto de 1949) é um empresário e bilionário norte-americano. Ex-funcionário do governo e advogado, ele é cofundador e co-presidente executivo da empresa de private equity The Carlyle Group, uma empresa global de investimentos de private equity sediada em Washington, D. C. Ele é presidente do Kennedy Center for the Performing Arts, ex-presidente do Smithsonian Institution, presidente do Council on Foreign Relations e presidente do The Economic Club of Washington, D.C.. De acordo com a Forbes, Rubenstein tem um patrimônio líquido de US$ 3,7 bilhões.

## Infância e educação
Rubenstein cresceu como filho único em uma família judia em Baltimore. Seu pai trabalhava para o Serviço Postal dos Estados Unidos e sua mãe era dona de casa.
Ele se formou no colégio preparatório para a faculdade Baltimore City College, na época uma escola só para homens, e depois na Duke University Phi Beta Kappa e magna cum laude em 1970. Ele recebeu seu diploma de JD pela University of Chicago Law School em 1973, onde foi editor da University of Chicago Law Review.

## Carreira de negócios

### Carreira na advocacia
De 1973 a 1975, Rubenstein atuou como advogado em Nova York com Paul, Weiss, Rifkind, Wharton & Garrison. De 1975 a 1976, ele atuou como conselheiro-chefe do Subcomitê de Emendas Constitucionais do Comitê Judiciário do Senado dos Estados Unidos. Rubenstein também atuou como assessor de política doméstica adjunto do presidente Jimmy Carter e trabalhou na prática privada em Washington, D.C.

### Carreira no private equity

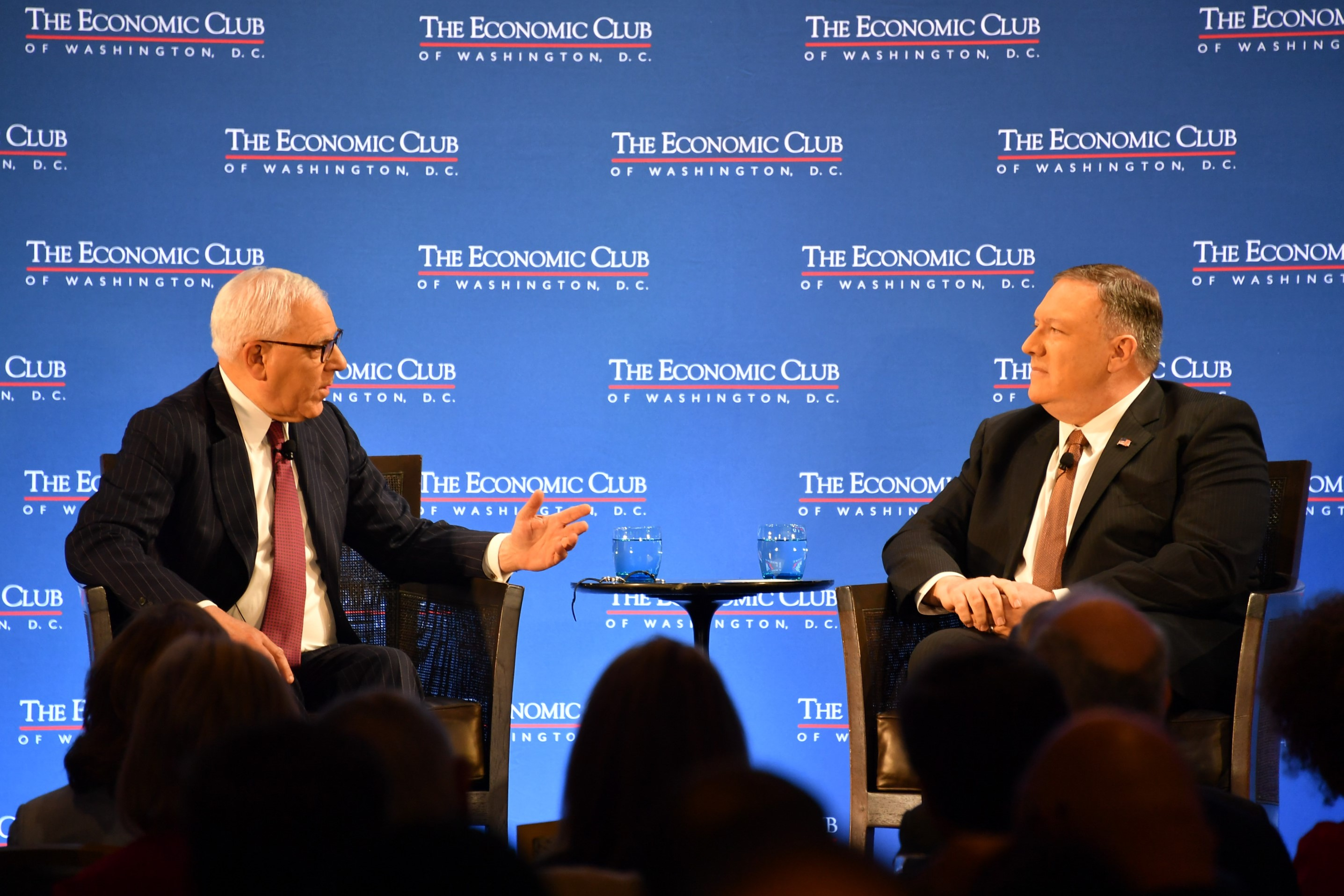
Rubenstein (à esquerda) fala com o Secretário de Estado dos EUA Mike Pompeo em 2019

Em 1987, Rubenstein fundou o Grupo Carlyle com William E. Conway Jr. e Daniel A. D'Aniello. A empresa cresceu e se tornou uma empresa de investimento global com US$ 246 bilhões em ativos sob gestão, com mais de 1 800 funcionários em 31 escritórios em seis continentes.
Rubenstein disse que uma vez teve a oportunidade de conhecer Mark Zuckerberg (e investir no Facebook) antes dele sair de Harvard, mas decidiu não fazê-lo, e este é o seu maior arrependimento de investimento. Rubenstein também disse que recusou uma participação de 20% na Amazon durante os primeiros anos da empresa. Ele disse ao fundador da Amazon, Jeff Bezos, que se tivesse sorte e tudo desse certo, ele valeria no máximo US$ 300 milhões.

### Publicação
Em outubro de 2019, o primeiro livro de Rubenstein foi publicado. Chamado The American Story: Interviews with Master Historians (Simon & Schuster), o livro apresenta entrevistas com historiadores falando sobre suas áreas de especialização histórica. Entre outros, Rubenstein entrevista David McCullough sobre John Adams, Jon Meachem sobre Thomas Jefferson, Ron Chernow sobre Alexander Hamilton e Walter Isaacson sobre Benjamin Franklin.
Seu segundo livro, ''How to Lead'', foi publicado pela Simon & Schuster em setembro de 2020. Este livro contém as reflexões de Rubenstein sobre liderança, bem como 30 entrevistas com líderes empresariais, governamentais, militares, esportivos e culturais.

### Apresentador de programa de televisão
Rubenstein apresenta The David Rubenstein Show: Peer to Peer Conversations, que vai ao ar na Bloomberg Television e em muitas estações da PBS, e está disponível no CuriosityStream. O programa começou a ser exibido em outubro de 2016.

## Filantropia
Rubenstein estava entre os 40 indivíduos iniciais que se comprometeram a doar mais da metade de sua riqueza para causas filantrópicas ou instituições de caridade como parte do The Giving Pledge.
Em dezembro de 2007, Rubenstein comprou a última cópia privada da Magna Carta na casa de leilões Sotheby's em Nova York por US$ 21,3 milhões. Ele a emprestou aos Arquivos Nacionais em Washington, D.C. Em 2011, Rubenstein deu US$ 13,5 milhões aos Arquivos Nacionais para uma nova galeria e centro de visitantes. Ele comprou as chamadas cópias de Pedra raras da Declaração de Independência, a Proclamação de Emancipação, a 13ª Emenda, o mapa de Abel Buell, o Livro de Salmos da Baía e a Constituição dos UEA e emprestou esses documentos ao Departamento de Estado, aos Arquivos Nacionais, ao Centro de Constituição Nacional, ao Smithsonian e ao Mount Vernon.
Rubenstein foi eleito presidente do conselho do Kennedy Center em Washington, D.C., a partir de maio de 2010. Ele foi vice-presidente do conselho do Lincoln Center for the Performing Arts em Nova York e presidente de sua campanha de arrecadação de fundos. Um novo átrio foi nomeado em sua homenagem. Ele é presidente do conselho de regentes do Smithsonian Institution.
Em 2012, ele doou US$7,5 milhões para consertar o Monumento a Washington e outros US$ 3 milhões para reformar o elevador do Monumento.
Em 2013, ele doou US$ 50 milhões para o Centro John F. Kennedy de Artes Cênicas, que foi usado para uma adição de 65 000 pés quadrados.
Em 2013, ele doou US$ 10 milhões para a construção de uma biblioteca em Mount Vernon, de George Washington.
Em 2020, ele doou US$ 10 milhões à Biblioteca do Congresso para a reforma do Edifício Jefferson.

### Universidade Duke
Rubenstein doou mais de $ 100 milhões para a Duke University e atuou como presidente de seu conselho de curadores de 2013 a 2017. O primeiro grande presente de Rubenstein para Duke foi em 2002, quando ele doou US$ 5 milhões para a Escola Sanford de Políticas Públicas de Duke em 2002; esse presente levou à nomeação do Rubenstein Hall. Em 2009, ele doou mais US$ 5,75 milhões para apoiar o programa de políticas públicas da Duke. Em 2011, ele doou $ 13,6 milhões para as Bibliotecas da Universidade de Duke em apoio à renovação da biblioteca de coleções especiais da universidade, que foi chamada de Biblioteca de Livros Raros e Manuscritos David M. Rubenstein.

### Universidade de Chicago
Rubenstein foi eleito para o conselho de curadores da Universidade de Chicago em 31 de maio de 2007.
Em 2010, 2013, 2016 e 2019, ele forneceu um total de $ 46 milhões para a Faculdade de Direito para bolsas de estudo. Os presentes irão financiar até 60 bolsas de estudo integral para três turmas consecutivas de graduação da Faculdade de Direito. Aproximadamente 10% de todos os alunos das turmas de 2017, 2018 e 2019 serão bolsistas Rubenstein.

### Universidade de Harvard
Rubenstein doou US$60 milhões para a Harvard Kennedy School para facilitar seu programa de bolsas e ajudar a construir seu novo campus. Ele preside o Harvard Global Advisory Council. Rubenstein é membro da Harvard Corporation, o órgão governante da Universidade Harvard.